# Selenops bifurcatus
Selenops bifurcatus är en spindelart som beskrevs av Banks 1909. Selenops bifurcatus ingår i släktet Selenops och familjen Selenopidae. Inga underarter finns listade i Catalogue of Life.